# سعيد أفندي
سعيد أفندي فيلم عراقي من إخراج كاميران حسني عام 1956. اقتبس الفيلم قصة «شجار» للكاتب العراقي ادمون صبري. ترشح الفيلم لجائزة مهرجان موسكو السينمائي الدولي عام 1959.
اعيد ترميم الفيلم بجودة 4K في المعهد الوطني للسمعي البصري الفرنسي باستخدام النيغاتيف الأصلي للفيلم، وعرض في مهرجان كان السينمائي 2025 في قسم كان كلاسيك.

## القصة
في خمسينيات القرن الماضي، ينتقل المعلم سعيد أفندي، مع عائلته إلى منزل جديد في حي متواضع ببغداد بعد أن أُجبر على إخلاء منزله السابق بأمر من المالك. في مسكنه الجديد، يواجه سعيد أفندي تحديات اجتماعية مع جاره عبد الله الإسكافي، حيث تنشأ خلافات بين أبنائهما، مما يؤدي إلى تصاعد التوترات بينهما. ومع تفاقم هذه المشاكل، يجد سعيد نفسه أمام تحدٍّ صعب: تحقيق التوازن بين تربية أبنائه والحفاظ على علاقة جيدة مع جيرانه، دون اللجوء إلى العنف.

## الممثلون
- يوسف العاني في دور سعيد أفندي.
- جعفر السعدي في دور عبد الله الإسكافي.
- زينب حسني في دور فاطمة
- عبد الواحد طه في دور عزت أفندي.
- يعقوب الأمين
- فاطمة الربيعي
- حسن هادي بدور الطفل ماهر.

## روابط خارجية
- سعيد أفندي على موقع IMDb (الإنجليزية)
- سعيد أفندي على موقع ألو سيني (الفرنسية)
- سعيد أفندي على موقع قاعدة بيانات الفيلم (الإنجليزية)
- سعيد أفندي على موقع ليتربوكسد (الإنجليزية)